# Solana de Cabañas
Solana de Cabañas, más conocida simplemente como Solana. Es una pedanía del municipio de Cabañas del Castillo, de España, en la provincia de Cáceres, Comunidad Autónoma de Extremadura. 

## Geografía
Se levanta pegada a la garganta de Solana, que separa la población y la Sierra del Alcornocal, y relativamente próxima al río Berzocana (afluente del río Almonte), al occidente de la Sierra de las Villuercas. 
Es la población más al sur y más distante de todas los que conforman el territorio de Cabañas del Castillo. En sus inmediaciones limitan las poblaciones de Navezuelas y Berzocana.

## Historia
Existen vestigios de los pobladores anteriores de la zona como son las pinturas rupestres de los abrigos de los roquedos, una importante estela de guerrero de la Edad del Bronce (llamada Estela de Solana de Cabañas) o los restos de un poblado y fortificación árabe.
A la caída del Antiguo Régimen la localidad se constituye en municipio constitucional en la región de Extremadura que desde 1834  quedando integrado en Partido Judicial de Logrosán En el censo de 1842 figura anexionado a Cabañas del Castillo.

## Patrimonio
En esta localidad se erigió la Iglesia parroquial católica bajo la advocación de San Miguel Arcángel, en la Archidiócesis de Mérida-Badajoz, Diócesis de Plasencia, Arciprestazgo de Logrosán.